# Opole przemęckie
Opole przemęckie – historyczna, średniowieczna, staropolska oraz nieistniejąca obecnie jednostka administracyjna znajdująca się na terenie obecnego powiatu wolsztyńskiego oraz powiatu kościańskiego, której miejscowością czołowa był Przemęt.

## Historia
W okresie średniowiecza opole było reliktem przedpaństwowej wspólnoty rodowo-terytorialnej, które stało się w późniejszym okresie administracyjnym podokręgiem kasztelanii.
Opole w Przemęcie odnotowane zostało w 1242 w dokumencie wystawionym przez kancelarię księcia wielkopolskiego Przemysła I, który postanowił, aby wszystkie wsie stanowiace uposażenie klasztoru w Lubiniu stanowiły od tej pory jedno opole zwalniając je jednocześnie od podległości wobec dotychczas właściwych im opoli, a w tym m.in. opola przemęckiego.
W 1401 wsie opola przemęckiego: Glińsko, Koszanowo, Brosczewicza (obecnie Bruszczewo), Robaczyn, Nietążkowo, Biskupice, dwie wsie Więckowice, Charbielino, Grotniki, Włoszakowice, Górsko, Starkowo, Stary Klasztor, Brenno, Mochy, Osłonin, Wijewo miały zapłacić karę za niestawienie się na zebranie opolne w sprawie rozgraniczenia Wilkowa Polskiego u Jaroty.
W latach 1404–05 Jakub oraz Wilczek Kotowieccy pochodzacy z Kotusza toczyli proces graniczny przed sądem ziemskim z dziedzicami Parzęczewa. W czasie jego trwania popadli w spór sądowy z opolem przemęckim, które jak uważają historycy miało dokonać wytyczenia granicy. Opole pod nieobecność Kotowieckich przekazało bowiem to zadanie czterem wybranym przez siebie przedstawicielom z wsi należących do opola przemęckiego: Wilkowa, Kluczowa oraz Żegrowa. Sąd skazał każdą ze wsi opola przemęckiego na zapłacenie po 8 skudów kary na rzecz Kotowieckich oraz tyle samo na rzecz sądu za rozpatrzenie sprawy. W 1404 opole przemęckie przegrało także inny proces z opolem breńskim. W 1409 woźny sądowy zeznał, że wezwał w parafiach i miastach opola przemęckiego do zapłacenia kar Wilczkowi z Kotusza. W 1409 Koszanowo i Morownica zapłaciły dziedzicom kotuszyńskim karę za opole przemęckie.
W 1417 opole przemęckie, składające się ze wsi: Koszanowo, Glińsko, Nietąszkowo, Robaczyn, Radomicko, Morownica, Żegrowo [ta nazwa została skreślona3], Popowo [k. Śmigla], Biskupice, Sikorzyno, Sokołowo, Ręcsko, Ziemin, Górsko, Starkowo, Wijewo, Stary Klasztor, Mochy, Bukowiec Mały i Polodowo, miało zapłacić karę Przybysławowi Gryżyńskiemu z powodu niesłusznego pozwu sądowego.
Kolejny zachowany archiwalny dokument z 1424 mówi o tym, że opole przemęckie miało się zebrać w celu przeprowadzenia rozgraniczenia pomiędzy Wilkowem Polskim, a wsią Śniaty.